# August Naef

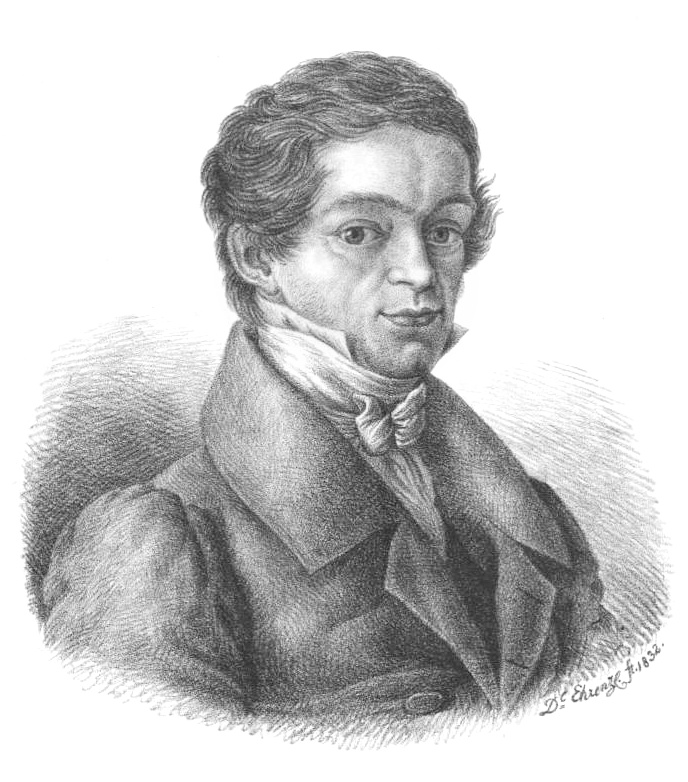
August Naef (1832)

August Naef (spätere Schreibung: August Näf; * 2. Juni 1806 in St. Gallen; † 26. September 1887 ebenda) war ein Schweizer Verwaltungsbeamter und Geschichtsforscher.

## Leben und Wirken
August Naef entstammte einer alten St. Galler Familie. Sein Vater, Georg Naef (1769–1828), war daselbst promovierter Arzt, Mitglied des Kantonalen Sanitätsrats und 1819 Mitbegründer der St. Gallischen Naturwissenschaftlichen Gesellschaft. August Naef begann ein juristisches Studium in München, das er 1826 abbrach, um eine Stelle in der Regierungskanzlei des Kantons St. Gallen anzutreten. Von 1832 an wirkte er in der Kanzlei der Ortsbürgergemeinde St. Gallen, wo er mit der Verwaltung des Bürgerspitals, der Stadtbibliothek, der Bürgerschule und der Wälder, seit 1843 auch des Stadtarchivs befasst war, zunächst als Adjunkt, ab 1836 als Ratsschreiber, von 1860 bis 1882 als Präsident des Verwaltungsrats. Als Vertreter der liberalen Partei gehörte er von 1861 bis 1864 dem Großen Rat an, zudem von 1863 bis 1866 der kantonalen evangelischen Synode.
August Naefs außerberufliches Interesse galt der Geschichte, beginnend mit seiner eigenen Familiengeschichte. Der bekannte Sammler und Germanist Joseph von Laßberg regte Naef dazu an, Urkunden und Nachrichten über die Burgen und Schlösser im Kanton St. Gallen zu sammeln, das sog. „Burgenwerk“ (vollständiger Titel: „Archiv für die Geschichte der St. Gallischen Burgen, Schlösser und Edelsitze, ihrer Besitzer und damit in Verbindung stehenden Ortschaften, im Umfang der Cantone St. Gallen, Appenzell und Thurgau, bestehend aus fünf Bänden Regesten und zwei Bänden Urkundencopien, mit beigefügten genealogischen und heraldischen Belegen, Abbildungen und Beschreibungen. Gesammelt und zusammengestellt von August Naef, Mitglied der Allgemeinen Geschichtsforschenden Gesellschaft der Schweiz, der antiquarischen Gesellschaft in Zürich Ehrenmitglied und des Vereins für die Geschichte des Bodensees und seiner Umgebung Pfleger für die Sektion St. Gallen“). Das fünfbändige Manuskript ist durch ein gedrucktes Inhaltsverzeichnis erschlossen. Sein zweites großes Werk ist die „Chronik oder Denkwürdigkeiten der Stadt und Landschaft St. Gallen“, die von 1850 an bis 1867 im Druck erschien. Weitere Aufsätze erwuchsen aus Vorträgen, zumal auf den Hauptversammlungen des Vereins für Geschichte des Bodensees und seiner Umgebung, für den Naef von 1872 bis 1887 die Geschäfte in St. Gallen führte. Von 1875 bis 1886 vertrat er die Schweiz im Vorstand des Bodensee-Geschichtsvereins; als er von diesem Amt zurücktrat, wurde er zum ersten Ehrenmitglied ernannt.

## Schriften (Auswahl)
- Historischer Ueberblick auf Rorschach und seine Umgebung. In: Schriften des Vereins für Geschichte des Bodensees und seiner Umgebung. Band 9, 1878, S. 26–48 (Digitalisat).
- Die Bündnisse der Stadt St. Gallen mit den deutschen Reichsstädten, namentlich mit denjenigen in Schwaben und am Bodensee. In: Schriften des Vereins für Geschichte des Bodensees und seiner Umgebung. Band 4. 1873, S. 32–55 (Digitalisat).
- Chronik oder Denkwürdigkeiten der Stadt und Landschaft St. Gallen. Mit Inbegriff der damit in Verbindung stehenden Appenzellischen Begebenheiten. Von den ältesten Zeiten bis auf das Jahr 1848. Schultheß, Zürich; Scheitlins Sortimentshandlung, St. Gallen 1850–1867 (Digitalisat).